# Kjedehuset
Kjedehuset är en norsk hemelektronikföretag. Kjedehuset äger butikkedjorna Telekiosken, Mobildata och Nordialog som är specialiserade på mobil kommunikation, inriktad på respektive den privata marknaden, små företag och stora företag.
Kjedehuset äger 100% av Svenska Kedjehuset.